# 勘違い騎士道事件
勘違い騎士道事件（かんちがいきしどうじけん）または英国騎士道事件（えいこくきしどうじけん）は、日本で起きた刑事事件である。最高裁判所が誤想過剰防衛について刑法36条2項による刑の減軽を認めた事例として知られる。英国人である被告人が、状況を誤解したまま騎士道精神に基づいて行動しようとしたために起きた事件であることからこのように言われる。

## 事案
1981年7月5日午後10時20分頃、空手3段の腕前である英国人の被告人が、夜間帰宅途中の路上で、酩酊した女性とそれをなだめていた男性とが揉み合ううち、女性が倉庫の鉄製シャッターにぶつかって女性が尻餅をついたのを目撃した。被告人は女性が男性に暴行を受けているものと誤解して、両者の間に割って入った。被告人は女性を助け起こそうとし、ついで男性のほうに振り向き両手を差し出した。男性はこれを見て、被告人が自分に襲い掛かってくるものと誤解し、防御するために自分の手を握って胸の前あたりに上げた。
これを見た被告人は、男性がボクシングのファイティングポーズをとり、自分に襲い掛かってくるものと誤解し、自己および女性の身体を防衛しようと考え、男性の顔面付近を狙って空手技である回し蹴りを行い、実際に男性の右顔面付近に命中させた。それにより、男性は転倒して頭蓋骨骨折などの重傷を負い、その障害に起因する脳硬膜外出血および脳挫滅によって、8日後に死亡した。

## 判決・決定

### 第1審
千葉地方裁判所昭和59年2月7日判決は、次のように判示し、被告人を無罪とした。
- 被告人の行為は、被告人の誤想を前提とする限り、行為としては相当な範囲であり、正当防衛として相当なものである。結果が重大であることは、防衛行為の相当性には影響しない。
- 被告人は英国人であり、本件のように誤想したことにつき過失は認められない。
- よって、本件は誤想防衛にあたるため故意が阻却され、また誤想したことにつき過失もないため、被告人の行為は罪とならない。

### 第2審
東京高等裁判所昭和59年11月22日判決は、次のように判示し、被告人を有罪（懲役1年6ヶ月、執行猶予3年）とした。
- 被告人には、防衛の手段として他にとりうる手段がいくらでもあった。にもかかわらず被告人の行った回し蹴りは重大な障害や死亡の結果を生ぜしめうる危険なものであった。
- よって、被告人の行為は誤想過剰防衛に当たり、傷害致死罪が成立するが、刑法36条2項により刑が減軽される。

### 最高裁決定
最高裁判所昭和62年3月26日決定は、「本件回し蹴り行為は、被告人が誤信したA（男性）による急迫不正の侵害に対する防衛手段として相当性を逸脱していることが明らかである」として、傷害致死罪の成立を認めた上で、刑法36条2項による減刑を認めた原審の判断を、最決昭和41年7月7日を引用して支持した。